# Аракелян, Сергей Владимирович
Сергей Владимирович Аракелян (27 июля 1997 года, Покров, Россия) — российский тхэквондист, 3-кратный чемпион России, 3-кратный чемпион Европы, чемпион Мира и чемпион Кубка России по тхэквондо, Чемпион Мира по тхэквондо 2023, Заслуженный мастер спорта России.

## Биография
Сергей Аракелян родился и вырос городе Покров в Владимирской области. В секцию тхэквондо привела мама в возрасте 7 лет.
2015 году поступил в Финансовый университет при Правительстве РФ.
Выступает в Международной федерации тхэквон-до.
Тренируется под руководством Сергея Анатольевича Паращука - Заслуженного тренера России.
С 2017 года состоит в команде сборной России по тхэквондо ИТФ.
В 2023 году получил почетное звание Заслуженный мастер спорта России.
В 2023 году стал «Лучшим спортсменом» по итогам года.

## Спортивные достижения по тхэквондо
- Чемпионат России 2019[5] — ;
- Чемпионат России 2020[6] — ;
- Кубок России 2020[7] — ;
- Чемпионат России 2021 — ;
- Чемпионат России 2023[8] — ;
- Чемпионат Мира 2017[2] — ;
- Чемпионат Европы 2017[9] — ;
- Кубок Мира Taekwondo-ITF World Cup 2018[10] — ;
- Чемпионат Европы 2019[11] — ;
- Чемпионат Европы 2021 Архивная копия от 10 марта 2022 на Wayback Machine — ;
- Чемпионат Мира 2023[12] — ;
- Мастер спорта России международного класса — ;
- Заслуженный мастер спорта России[13] — ;